# Rio Funk
Rio Funk (auch Favela Funk oder Baile Funk, in Brasilien meist einfach nur Funk oder Funk Carioca) nennt man eine in den 1990er Jahren sehr populär gewordene Form des Hip-Hop aus Brasilien.

## Geschichte
Die Stilrichtung entstand in den mittleren 1980er Jahren aus der Miami-Bass-Musik der USA, einer schnellen, von elektronischen Beats gekennzeichneten Spielform des Hip-Hop, die in Referenz auf das Stück Planet Rock von Afrika Bambaataa entstand. Im Unterschied zum Miami Bass legten die brasilianischen Funkeiros unter den typischen Sound des Drumcomputers TR-808 auch traditionelle, brasilianische Percussionrhythmen. Die Texte im Rio Funk handeln, ähnlich explizit wie im amerikanischen Gangsta-Rap, von Sex, Drogen und Kriminalität und sind oft extrem gewaltverherrlichend – sie spiegeln den sozialen Alltag in den Favelas wider, den Armenvierteln von Rio de Janeiro. Die große Mehrheit der Funk-Künstler stammt aus den Favelas.

### Gewaltexzesse
Die Musik war in Europa zunächst vor allem wegen der oft in Massenschlägereien ausartenden Bailes de Corredor (auch Funk Balls genannt) berüchtigt. Die Funk-Bälle sind meist in Turnhallen oder auf Fußballplätzen der Favelas stattfindende Feste, auf denen Funk-Musik gespielt wird. Bei den „Bailes de Corredor“ spaltet sich ein Teil der Tänzer in zwei Seiten, die oft zwei rivalisierenden Gangs des Viertels entsprechen. Zwischen diesen beiden Lados gibt es einen Korridor, in dem die Funkeiros sich gegenseitig kampflustig anspringen – kontrolliert von Security Guards, die die Funkeiros vor allzu gewalttätigen Übergriffen abhalten.
Die Bailes de Corredor wurden aufgrund der zahlreichen Todesfälle während dieser Veranstaltungen im Jahr 1992 verboten; dennoch sterben in Rio weiterhin jedes Wochenende Funkeiros, vor allem während Drogengeschäften, Polizeirazzien oder Gang bedingten Gewaltaktionen. Der Beliebtheit des Musikstils tut dies indes keinen Abbruch. Heute liebt auch das weiße, wohlhabende Rio de Janeiro den Funk, und tanzt in den Stadtteilen Copacabana, Ipanema oder Leblon auf Funk-Partys.

### Einfluss außerhalb Brasiliens
Nach der Jahrtausendwende wurde der Stil durch einige Veröffentlichungen europäischer Plattenlabels auch in der nördlichen Hemisphäre wahrgenommen. Der Track Quem Que Caguetou (Follow Me Follow Me) von Black Alien & Speed schaffte es 2004 dank seiner Verwendung in einem Auto-Werbespot und einem Remix von Fatboy Slim in Großbritannien und Deutschland in die Top 100. Die ebenfalls 2004 erschienene Compilation Rio Baile Funk - Favela Booty Beats, die von dem Berliner DJ und Musikjournalisten Daniel Haaksman kompiliert wurde, verschaffte einem internationalen Publikum einen Überblick über den Stil und machte vor allem in den USA, Australien und Japan Baile Funk populär. Aus „Favela Booty Beats“ wurde in Deutschland das Stück „Popozuda Rock n Roll“ von De Falla für einen Werbespot für Coca-Cola lizenziert.
Das Berliner Label Man Recordings (gegründet vom „Favela Booty Beats“-Compiler Daniel Haaksman) veröffentlichte seit 2005 zahlreiche Maxi-Singles, auf denen US- bzw. UK-Produzenten wie Diplo, Sinden oder Solid Groove sich erfolgreich an Remixen von Baile Funk versuchten. Im März 2006 veröffentlichte das Label mit „Frenétiko“ von Edu K das erste Baile Funk-Künstleralbum, das außerhalb von Brasilien erschien. Im August 2006 erschien auf Essay Recordings die Fortsetzung der Haaksman-Compilation „Rio Baile Funk“, „More Favela Booty Beats“. Im November 2006 erschien auf Man Recordings mit der Maxi-Single „Funk Mundial“ von Stereotyp eine weitere Veröffentlichung, bei der brasilianische MCs auf einen europäischen Produzenten trafen und sich an einer neuen Variante von Baile Funk versuchten. Im Februar 2007 veröffentlichte das Label im Rahmen seiner „Baile Funk Masters“-Reihe die erste Maxi-Single von DJ Sandrinho aus Rio de Janeiro, einem der begabtesten Nachwuchs-DJs des Baile Funk. In dieser Reihe folgten weitere Vinyl-Maxis von den DJs Edgar, Sany Pitbull und Amazing Clay. Im Dezember 2007 veröffentlichte Man Recordings das Album "Gringão", des ursprünglich aus Stuttgart stammenden Sängers MC Gringo. Dieser ist der einzige Nicht-Brasilianer, der in den Favelas von Rio eine Karriere als Baile Funk-Künstler geschafft hat.
Der österreichische Rapper Skero erlangte 2009 mit seinem Lied Kabinenparty in seinem Heimatland große Popularität. Das Lied ist eine Adaption des von Edu K. stammenden Rio-Funk-Tracks Popozuda Rock n' Roll.

## Wichtige Interpreten und ihre Hits
- Bonde do Rolê
- MC Créu
- Cidinho & Doca ("Rap da Felicidade", "Rap Das Armas")
- Diplo ("Diplo Rhythm")
- DJ Marlboro ("Rap do Rio")
- DJ Daniel Haaksman ("Compiler der Favela Booty Beats-Serie")
- Erlend Øye / The Whitest Boy Alive ("1517")